# Eugenio Mena
Eugenio Esteban Mena Reveco, mais conhecido apenas como Mena (Viña del Mar, 18 de julho de 1988) é um futebolista chileno que atua como lateral-esquerdo. Atualmente joga pela Universidad Católica e pela Seleção Chilena.

## Carreira

### Santiago Wanderers
Nascido em Viña del Mar, joga como lateral-esquerdo e zagueiro. Sua estreia profissional com a camisa do Santiago Wanderers aconteceu em 2008.

### Universidad de Chile
Em 30 de julho de 2010, foi contratado pela Universidad de Chile, por $500 mil
. Com a Universidad de Chile, Mena foi 3 vezes campeão do Campeonato Chileno de Futebol (Apertura 2011, Clausura 2011, Apertura 2012), chegou às semifinais da Copa Libertadores de 2012, e ganhou a Copa Sul-Americana de 2011.

### Santos
Após boas atuações pelo clube chileno, em 27 de junho de 2013, Mena foi contratado pelo Santos por empréstimo de um ano, com opção de compra. O Peixe desembolsou R$ 7 milhões, que serão parcelados em duas vezes. No ano seguinte, em 6 de junho, o clube exerceu a opção de compra em definitivo para três temporadas.
Entretanto, com os graves problemas financeiros do Santos, que acarretou em atrasos nos pagamentos salariais do elenco, Mena obteve uma medida judicial de rescisão contratual com o clube, divulgada pela CBF em 22 de janeiro de 2015.

### Cruzeiro
Dias depois da rescisão com o Santos, em 27 de janeiro, foi contratado pelo Cruzeiro.

### São Paulo
No dia 7 de janeiro de 2016, foi confirmado seu empréstimo do São Paulo, até o fim da temporada.

### Sport
No dia 2 de março de 2017, assinou o contrato de empréstimo de um ano com opção de compra de 50% dos direitos econômicos com o Sport, junto ao Cruzeiro.
Vem sendo um dos destaques do Sport na campanha do time no Campeonato Brasileiro, dando cinco assistências em cinco partidas no campeonato, além de ter marcado um gol contra o Coritiba, sendo também seu primeiro gol em solo brasileiro, estando no país desde 2013.

### Bahia
Em 5 de janeiro de 2018, acertou por dois anos com o Bahia.

### Racing
No dia 8 de agosto de 2018, acertou com o Racing da Argentina.

### Universidad Católica
No fim de 2022, após rescindir com o Racing, acertou com o Universidad Católica para a temporada 2023.

## Seleção Chilena

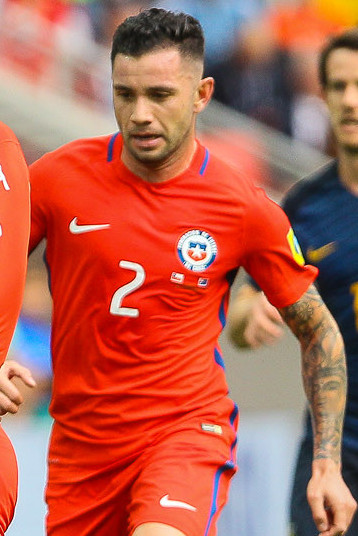
Eugenio Mena.

Mena representou a Seleção Chilena Sub-23 no Torneio de Toulon de 2009, que terminou em primeiro, e no Torneio de Toulon de 2010, que terminou em quarto. Estreou pela principal em 7 de setembro de 2010 em partida amistosa contra a Ucrânia. Foi titular em toda a campanha do país na Copa do Mundo FIFA de 2010. Integrou o elenco que disputou, e venceu, a Copa América de 2015.

## Estatísticas
Até 19 de março de 2019.

### Clubes
| Clube                | Temporada | Campeonato nacional | Campeonato nacional | Copa nacional[a] | Copa nacional[a] | Competições continentais[b] | Competições continentais[b] | Outros torneios[c] | Outros torneios[c] | Total | Total |
| Clube                | Temporada | Jogos               | Gols                | Jogos            | Gols             | Jogos                       | Gols                        | Jogos              | Gols               | Jogos | Gols  |
| -------------------- | --------- | ------------------- | ------------------- | ---------------- | ---------------- | --------------------------- | --------------------------- | ------------------ | ------------------ | ----- | ----- |
| Santiago Wanderers   | 2008      | 38                  | 0                   | 2                | 0                | —                           | —                           | —                  | —                  | 40    | 0     |
| Santiago Wanderers   | 2009      | 37                  | 1                   | 3                | 0                | —                           | —                           | —                  | —                  | 40    | 1     |
| Santiago Wanderers   | 2010      | 16                  | 0                   | 1                | 0                | —                           | —                           | —                  | —                  | 17    | 0     |
| Santiago Wanderers   | Total     | 91                  | 1                   | 6                | 0                | —                           | —                           | —                  | —                  | 97    | 1     |
| Universidad de Chile | 2010      | 5                   | 0                   | —                | —                | 2                           | 0                           | —                  | —                  | 7     | 0     |
| Universidad de Chile | 2011      | 40                  | 4                   | 6                | 0                | 11                          | 0                           | —                  | —                  | 57    | 4     |
| Universidad de Chile | 2012      | 29                  | 3                   | —                | —                | 18                          | 1                           | —                  | —                  | 47    | 4     |
| Universidad de Chile | 2013      | 12                  | 0                   | 6                | 0                | 2                           | 0                           | —                  | —                  | 20    | 0     |
| Universidad de Chile | Total     | 86                  | 7                   | 12               | 0                | 33                          | 1                           | —                  | —                  | 131   | 8     |
| Santos               | 2013      | 20                  | 0                   | 3                | 0                | —                           | —                           | 1                  | 0                  | 24    | 0     |
| Santos               | 2014      | 15                  | 0                   | 7                | 0                | 1                           | 0                           | 14                 | 0                  | 37    | 0     |
| Santos               | Total     | 35                  | 0                   | 10               | 0                | 1                           | 0                           | 15                 | 0                  | 61    | 0     |
| Cruzeiro             | 2015      | 6                   | 0                   | 2                | 0                | 10                          | 0                           | 8                  | 0                  | 26    | 0     |
| Cruzeiro             | Total     | 6                   | 0                   | 2                | 0                | 10                          | 0                           | 8                  | 0                  | 26    | 0     |
| São Paulo            | 2016      | 20                  | 0                   | 1                | 0                | 14                          | 0                           | 10                 | 0                  | 45    | 0     |
| São Paulo            | Total     | 20                  | 0                   | 1                | 0                | 14                          | 0                           | 10                 | 0                  | 45    | 0     |
| Sport                | 2017      | 23                  | 1                   | 6                | 0                | 8                           | 0                           | 8                  | 0                  | 45    | 1     |
| Sport                | Total     | 23                  | 1                   | 6                | 0                | 8                           | 0                           | 8                  | 0                  | 45    | 1     |
| Bahia                | 2018      | 5                   | 1                   | 2                | 0                | 3                           | 0                           | 13                 | 0                  | 23    | 1     |
| Bahia                | Total     | 5                   | 1                   | 2                | 0                | 3                           | 0                           | 13                 | 0                  | 23    | 1     |
| Racing               | 2018–19   | 19                  | 0                   | 0                | 0                | 0                           | 0                           | 0                  | 0                  | 19    | 0     |
| Racing               | 2019–20   | 10                  | 0                   | 0                | 0                | 0                           | 0                           | 1                  | 0                  | 11    | 0     |
| Racing               | Total     | 29                  | 0                   | 0                | 0                | 0                           | 0                           | 1                  | 0                  | 30    | 0     |

- a. ^ Jogos da Copa Chile
- b. ^ Jogos da Copa Libertadores e Copa Sul-Americana
- c. ^ Jogos do Campeonato Paulista, Campeonato Mineiro; Campeonato Pernambucano, Copa do Nordeste, Campeonato Baiano, Jogo amistoso e Trofeo de Campeones.

## Títulos
Universidad de Chile
- Copa Gato: 2011
- Campeonato Chileno (Torneo Apertura): 2011 e 2012
- Campeonato Chileno (Torneo Clausura): 2011
- Copa Sul-Americana: 2011

Sport
- Campeonato Pernambucano: 2017

Bahia
- Campeonato Baiano: 2018

Racing
- Campeonato Argentino: 2018–19
- Trofeo de Campeones: 2019

Seleção Chilena
- Copa América: 2015, 2016